# 誰之罪
《誰之罪》（英語：Sinners' Holiday）是一部1930年全有聲的荷里活前法典荷里活犯罪電影，由約翰·G·阿道菲執導，主演是格蘭特·惠瑟斯、伊沃琳·納普，加上詹姆斯·卡格尼（他的首次演出電影）、露西兒·拉·凡爾納和瓊·布朗德爾。本片改編Marie Baumer的1930年話劇《Penny Arcade》。卡格尼和布朗德爾都重演在原本百老匯上演的角色。

## 演員
- 格蘭特·惠瑟斯（英语：Grant Withers） 飾 Angel Harrigan
- 伊沃琳·納普（英语：Evalyn Knapp） 飾 Jennie Delano
- 詹姆斯·卡格尼 飾 Harry Delano
- 露西兒·拉·凡爾納（英语：Lucille La Verne） 飾 Ma Delano
- 諾爾·麥迪遜（英语：Noel Madison） 飾 Buck Rogers
- 奧托·霍夫曼 飾 George
- 沃倫·海默（英语：Warren Hymer） 飾 Mitch McKane
- 雷·蓋勒（英语：Ray Gallagher） 飾 Joe Delano
- 瓊·布朗德爾 飾 Myrtle
- 漢克·曼恩（英语：Hank Mann） 飾 Happy
- 珀內爾·普瑞特（英语：Purnell Pratt） 飾 Detective Sikes

## 外部連結
- 互联网电影数据库（IMDb）上《誰之罪》的资料（英文）
- TCM电影资料库上《誰之罪》的资料（英文）
- AllMovie上《誰之罪》的资料（英文）